# آلتیمیرات اورازدوردیف
آلتیمیرات اورازدوردیف (ترکمنی: Altymyrat Orazdurdyýew; ۱۶ ژوئن ۱۹۶۹ – ۱۹۹۷) وزنه‌بردار اهل ترکمنستان بود.